# Ross (Teksas)
Ross – miasto w Stanach Zjednoczonych, w stanie Teksas, w hrabstwie McLennan.